# Daporijo
Daporijo là một thị trấn thống kê (census town) của quận Upper Subansiri thuộc bang Arunachal Pradesh, Ấn Độ.

## Nhân khẩu
Theo điều tra dân số năm 2001 của Ấn Độ, Daporijo có dân số 15.468 người. Phái nam chiếm 52% tổng số dân và phái nữ chiếm 48%. Daporijo có tỷ lệ 59% biết đọc biết viết, thấp hơn tỷ lệ trung bình toàn quốc là 59,5%: tỷ lệ cho phái nam là 66%, và tỷ lệ cho phái nữ là 51%. Tại Daporijo, 19% dân số nhỏ hơn 6 tuổi.